# Freie Zone (Westsahara)

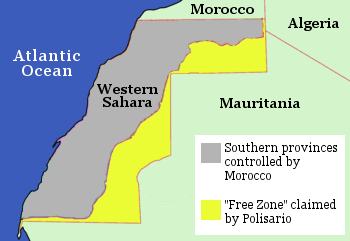
Karte der Demokratischen Arabischen Republik Sahara,

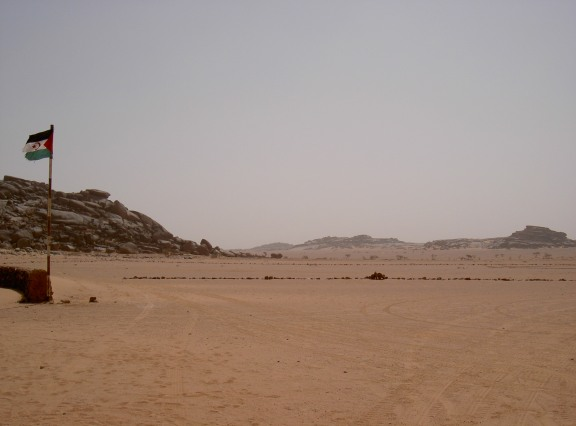
Blick auf die Freie Zone nahe Tifariti

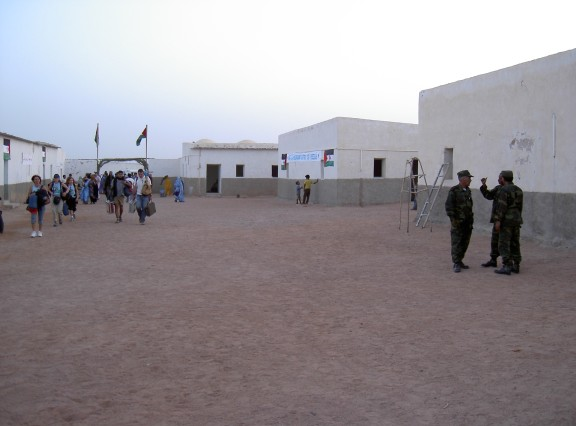
Stadtansicht von Tifariti

Als freie Zone bezeichnet die Frente Polisario den Bereich ihres proklamierten Staates Demokratische Arabische Republik Sahara auf dem Gebiet der Westsahara, der sich östlich des Marokkanischen Walls befindet. Insgesamt beträgt er ungefähr ein Drittel der Fläche der Westsahara, in dem aber kaum ein Zehntel aller Einwohner der Westsahara leben. Nur dieser Bereich steht unter der Kontrolle der Frente Polisario. Dort befindet sich auch deren Hauptquartier in Tifariti.

## Weitere Orte in der freien Zone
- Agounit
- Bir Lehlu
- Dougaj
- La Gouira
- Meharrize
- Mijek
- Zug